# Équipe cycliste Bissell

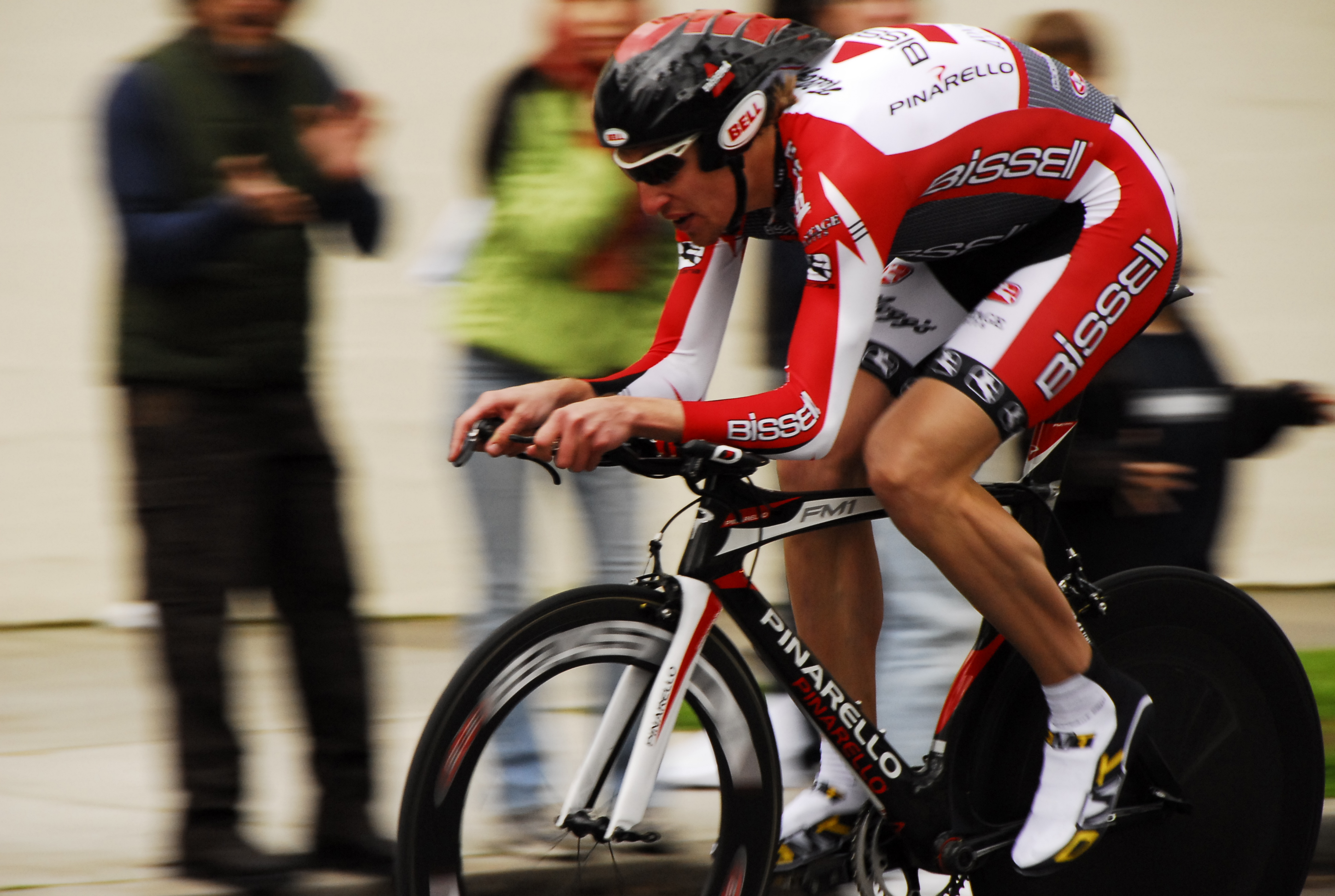
Tom Zirbel en 2009

L'équipe cycliste Bissell (connue successivement sous le nom de Advantage Benefits Endeavour et Priority Health)  est une équipe cycliste américaine, ayant existé de 2005 à 2013. Durant son existence, elle court avec une licence d'équipe continentale et participe aux circuits continentaux de cyclisme et en particulier l'UCI America Tour. 

## Histoire de l'équipe
L'équipe disparait à l'issue de la saison 2013.

## Principales victoires

### Courses UCI
- Chrono champenois : Cameron Wurf (2007)
- Joe Martin Stage Race : Frank Pipp (2011)
- Bucks County Classic : Patrick Bevin (2012)

### Championnats nationaux
- Championnats de Nouvelle-Zélande sur route : 1
  - Contre-la-montre : 2009 (Jeremy Vennell)

## Classements UCI
L'équipe participe aux épreuves des circuits continentaux et principalement les courses du calendrier de l'UCI America Tour. Les tableaux ci-dessous présentent les classements de l'équipe sur les circuits, ainsi que son meilleur coureur au classement individuel.. 
UCI Africa Tour
| Saison | Classement par équipes | Meilleur coureur au classement individuel |
| ------ | ---------------------- | ----------------------------------------- |
| 2011   | 15e                    | Jay Robert Thomson (81e)                  |

UCI America Tour
| Saison | Classement par équipes | Meilleur coureur au classement individuel |
| ------ | ---------------------- | ----------------------------------------- |
| 2005   | 18e                    | Karl Menzies (122e)                       |
| 2006   | 13e                    | Brent Bookwalter (76e)                    |
| 2007   | 16e                    | Garrett Peltonen (80e)                    |
| 2008   | 20e                    | Ben Jacques-Maynes (106e)                 |
| 2009   | 14e                    | Tom Zirbel (43e)                          |
| 2010   | 20e                    | Frank Pipp (191e)                         |
| 2011   | 11e                    | Frank Pipp (75e)                          |
| 2012   | 15e                    | Patrick Bevin (56e)                       |
| 2013   | 16e                    | Phillip Gaimon (87e)                      |

UCI Europe Tour
| Saison | Classement par équipes | Meilleur coureur au classement individuel |
| ------ | ---------------------- | ----------------------------------------- |
| 2007   | 106e                   | Cameron Wurf (420e)                       |
| 2009   | 106e                   | Tom Zirbel (508e)                         |

UCI Oceania Tour
| Saison | Classement par équipes | Meilleur coureur au classement individuel |
| ------ | ---------------------- | ----------------------------------------- |
| 2006   | 15e                    | Glen Mitchell (34e)                       |
| 2007   | 9e                     | Cameron Wurf (10e)                        |
| 2008   | 2e                     | Jeremy Vennell (13e)                      |
| 2009   | 9e                     | Jeremy Vennell (7e)                       |
| 2010   | 11e                    | Peter Latham (39e)                        |
| 2012   | 7e                     | Patrick Bevin (11e)                       |
| 2013   | 4e                     | Michael Torckler (10e)                    |

## Bissell en 2013

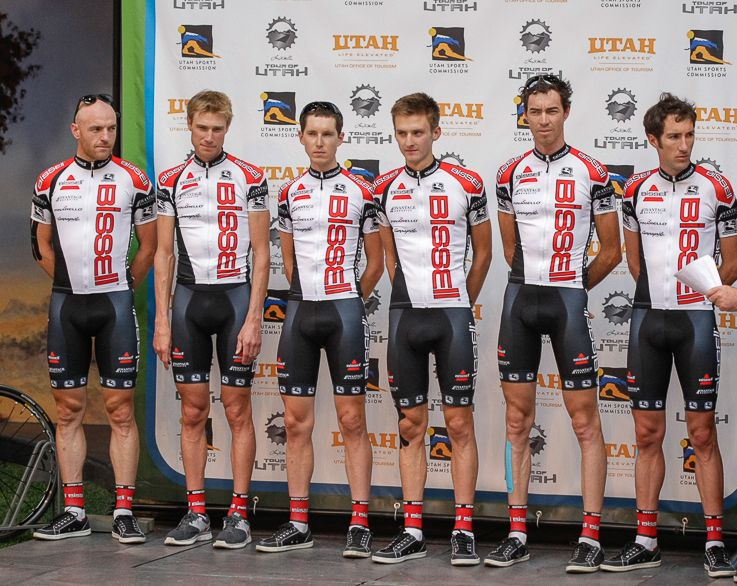
L'équipe en 2013

## Bissell en 2013[2]
| Coureur                  | Date de naissance | Nationalité      | Équipe 2012               | Équipe 2014                    |
| ------------------------ | ----------------- | ---------------- | ------------------------- | ------------------------------ |
| Chris Baldwin            | 15.10.1975        | États-Unis       | Bissell                   |                                |
| Patrick Bevin            | 02.05.1991        | Nouvelle-Zélande | Bissell                   |                                |
| Mac Brennan              | 15.07.1990        | États-Unis       | Bissell                   | Bissell-ABG-Giant              |
| Nicolai Brøchner         | 04.07.1993        | Danemark         | Designa Køkken-Knudsgaard | Bissell Development            |
| Kirk Carlsen             | 25.05.1987        | États-Unis       | Exergy                    | Jelly Belly-Maxxis             |
| Andrew Dahlheim          | 09.06.1988        | États-Unis       | Bissell                   | Athlete Octane                 |
| Phillip Gaimon           | 28.01.1986        | États-Unis       | Kenda-5 Hour Energy       | Garmin-Sharp                   |
| Carter Jones             | 27.02.1989        | États-Unis       | Bissell                   | Optum-Kelly Benefit Strategies |
| Julian Kyer              | 15.05.1988        | États-Unis       | Bissell                   | SmartStop                      |
| Jason McCartney          | 03.09.1973        | États-Unis       | UnitedHealthcare          |                                |
| Jonathan Patrick McCarty | 24.01.1982        | États-Unis       | SpiderTech-C10            |                                |
| Tommy Nankervis          | 21.01.1983        | Australie        | Competitive Racing        | Budget Forklifts               |
| Frank Pipp               | 22.05.1977        | États-Unis       | Bissell                   | retraite                       |
| Michael Torckler         | 12.04.1987        | Nouvelle-Zélande |                           | SmartStop                      |
| Jeremy Vennell           | 06.10.1980        | Nouvelle-Zélande | Bissell                   |                                |